# 제이미 카드리치
제이미 카드리치(Jaime Cardriche, 1968년 3월 20일 ~ 2000년 7월 28일)는 미국의 배우, 텔레비전 배우이다.
서배너에서 태어났으며 토런스에서 사망하였다.

## 영화
- 뱅뱅 (1994년)
- 프릭스 대모험 (1993년)
- 딥 커버 (1992년)
- 레니게이드 (1992년)
- 하우스 파티 (1990년)
- 비밀 첩보원 제로 (1990년)